# Doddakirugumbi, Chik Ballapur
Doddakirugumbi là một làng thuộc tehsil Chik Ballapur, huyện Kolar, bang Karnataka, Ấn Độ.